# Gänseteich (Schachtebich)

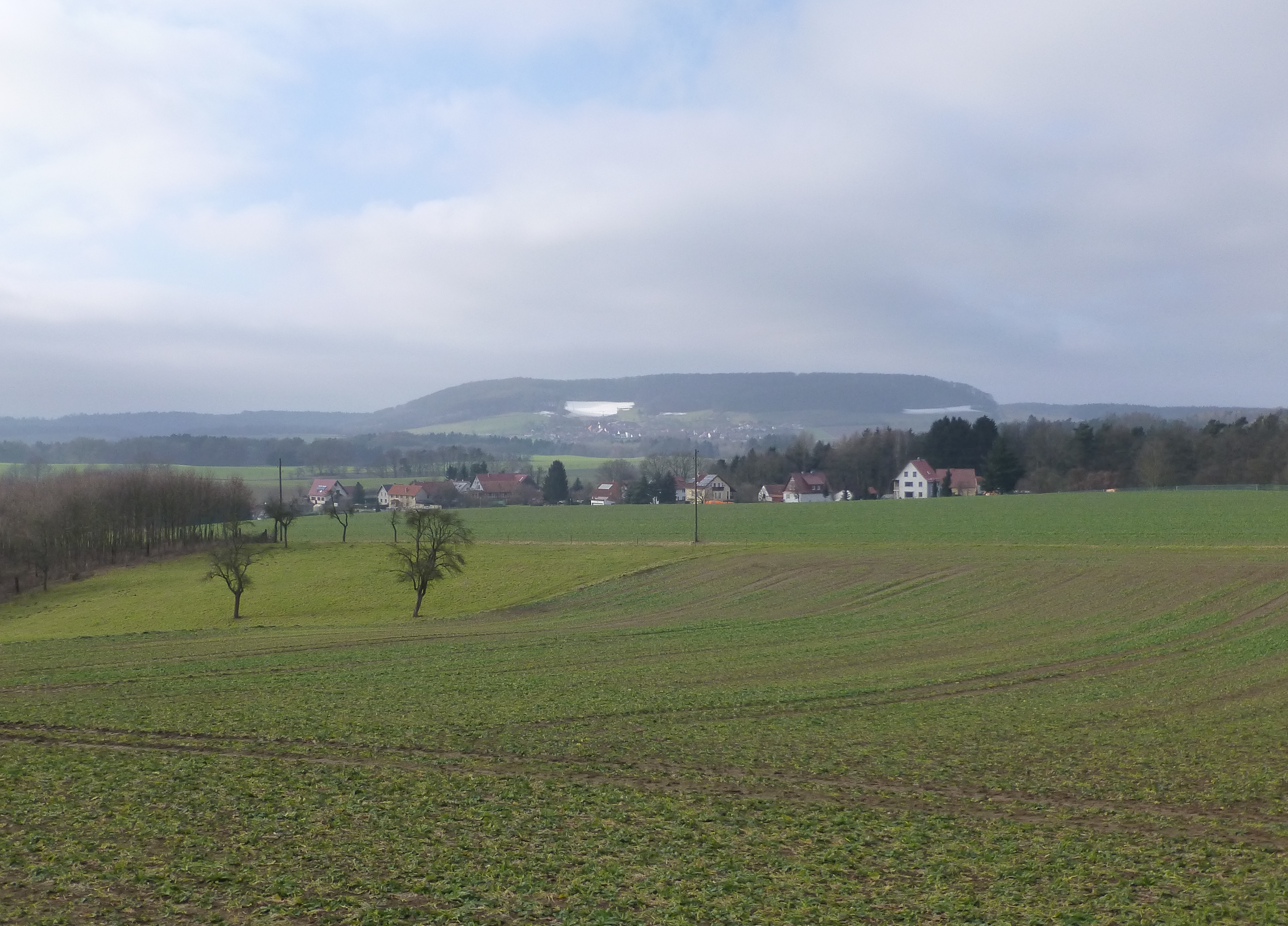
Blick über Gänseteich (links hinter dem Bildrand liegt Schachtebich und im Hintergrund der Rohrberg mit der gleichnamigen Gemeinde)

Gänseteich ist ein Gemeindeteil von Schachtebich im westlichen Landkreis Eichsfeld in Thüringen.

## Lage
Die Siedlung grenzt unmittelbar an den nördlichen Ortsrand von Schachtebich an der Landesstraße 2005 in Richtung Freienhagen. Gänseteich liegt auf einer Kuppe des Buntsandsteinplateaus des mittleren Eichsfeldes auf einer Höhe von ungefähr 295 m. In unmittelbarer Nähe liegt das Quellgebiet des Rustebaches, einem rechtsseitigen Zufluss der Leine und dessen Zufluss Gänseteichgraben im Eichengrund. 
Die ehemalige Gemarkung reichte vom Tal des Rustebaches im Westen, dem Eichengrund im Norden, vom Wasserbergraben am Mengelröder Holz bis zur Flurgegend Lindenburg im Osten und von den Schachtbicher Köpfen bis zum alten Rohrberger Weg im Süden.

## Geschichte der Siedlung
Als Genßteich wurde der Ort 1548 erstmals urkundlich erwähnt.
Mehrere historische Karten aus dem Ende des 16. Jahrhunderts nehmen Bezug auf Gebietsstreitigkeiten um den Ort Gänseteich und das dazugehörige Lentershagen zwischen dem Kurfürstentum Mainz und dem Herzog von Braunschweig.
In einem Vertrag hat 1815 das Königreich Hannover die im Eichsfeld gelegenen Exklaven Gänseteich mit Lentershagen und Rüdigershagen an Preußen abgetreten.
Im Jahr 1934 wurde die Ortschaft zusammen mit Lentershagen nach Schachtebich eingemeindet.